# Rugby-Union-Asienmeisterschaft
Die Rugby-Union-Asienmeisterschaft der Männer (offiziell englisch Asia Rugby Championship, ARC) ist ein seit 1969 jährlich stattfindendes Turnier in der Sportart Rugby Union, an dem Nationalmannschaften aus Asien teilnehmen. Organisiert wird sie vom Kontinentalverband Asia Rugby. Von 2008 bis 2014 wurde die Veranstaltung als Asian Five Nations bezeichnet. Das Turnier ist in mehrere Divisionen (Spielklassen) aufgeteilt, wobei ihre Zusammensetzung aufgrund der Auf- und Absteiger jedes Jahr ändert. Der Gewinner der höchsten Division wird als Asienmeister anerkannt.

## Geschichte
1969 führte der damals als Asian Rugby Football Union (ARFU) bezeichnete Kontinentalverband die Asienmeisterschaft unter dem Namen Asian Rugby Championship ein. Fünf Mannschaften spielten um den ersten Asienmeistertitel, erster Turniersieger war Japan. In den ersten vier Jahrzehnten seines Bestehens fand das Turnier überwiegend im Zwei-Jahres-Rhythmus statt. Erst 1982 gewann mit Südkorea ein zweites Team den Asienmeistertitel. Die Anzahl der teilnehmenden Teams schwankte von Austragung zu Austragung. Von 1969 bis 1996 gab es eine einzige Spielklasse, die in zwei Gruppen aufgeteilt war. Aufgrund des Wachstums des asiatischen Rugbysports erfolgte 1998 die Einführung einer zweiten Division für schwächer eingestufte Teams. Im Jahr 2003 wurde ein zweiter asiatischer Wettbewerb namens Asian Rugby Series ins Leben gerufen. Er lief parallel zur Asienmeisterschaft und diente in erster Linie zur Einteilung der Divisionen. Da immer mehr Teams teilnahmen, erhielt die Asienmeisterschaft 2004 eine dritte Division.
2008 legte die ARFU die Asienmeisterschaft und die Asian Rugby Series zu den Asian Five Nations zusammen. Der Wettbewerb wurde nun jährlich ausgetragen und erhielt ein Aufstiegs-Abstiegs-Format. Der Erstplatzierte der Division 2 ersetzte den Letztplatzierten der Division 1, während der Erstplatzierte der Division 1 den Absteiger aus den Five Nations ersetzte. Anstelle einer dritten Division gab es in den ersten Jahren mehrere regionale Divisionen in ganz Asien. Japan, Südkorea und Hongkong dominierten den Wettbewerb; sie sind auch die einzigen Teams, die nie in eine niedrigere Division abgestiegen sind. Seit einer weiteren Umgestaltung im Jahr 2015 wird die Asienmeisterschaft als Asia Rugby Championship bezeichnet. Nach dem neuen Format bilden die drei besten Teams des Kontinents die höchste Division (Tri Nations).

## Format
Das aktuelle Format sieht die Einteilung der Teams in vier Divisionen vor (Tri Nations, Division 1, Division 2, Division 3), wobei Division weiter in drei Gruppen unterteilt ist. Die Sieger der Divisionen 2 und 3 steigen automatisch auf, während die Letztplatzierten der Divisionen 1 und 2 absteigen. Zwischen dem Letztplatzierten der Tri Nations und dem Sieger der Division findet jeweils ein Aufstiegs-Playoff statt.

## Die Turniere im Überblick
ARFU Asian Rugby Championship
| Nr.   | Jahr    | Platz 1  | Platz 2   | Platz 3  |
| ----- | ------- | -------- | --------- | -------- |
| I     | 1969    | Japan    | Hongkong  | Thailand |
| II    | 1970    | Japan    | Thailand  | Hongkong |
| III   | 1972    | Japan    | Hongkong  | Thailand |
| IV    | 1974    | Japan    | Sri Lanka | Südkorea |
| V     | 1976    | Japan    | Südkorea  | Taiwan   |
| VI    | 1978    | Japan    | Südkorea  | Singapur |
| VII   | 1980    | Japan    | Südkorea  | Hongkong |
| VIII  | 1982    | Südkorea | Japan     | Hongkong |
| IX    | 1984    | Japan    | Südkorea  | Taiwan   |
| X     | 1986    | Südkorea | Japan     | Thailand |
| XI    | 1988    | Südkorea | Japan     | Hongkong |
| XII   | 1990    | Südkorea | Japan     | Hongkong |
| XIII  | 1992    | Japan    | Hongkong  | Südkorea |
| XIV   | 1994    | Japan    | Südkorea  | Hongkong |
| XV    | 1996    | Japan    | Südkorea  | Hongkong |
| XVI   | 1998    | Japan    | Südkorea  | Hongkong |
| XVII  | 2000    | Japan    | Südkorea  | Taiwan   |
| XVIII | 2002    | Südkorea | Japan     | Hongkong |
| XIX   | 2004    | Japan    | Südkorea  | Hongkong |
| XX    | 2006/07 | Japan    | Südkorea  | Hongkong |

Asian Five Nations
| Nr.   | Jahr | Platz 1 | Platz 2    | Platz 3                      |
| ----- | ---- | ------- | ---------- | ---------------------------- |
| XXI   | 2008 | Japan   | Südkorea   | Hongkong                     |
| XXII  | 2009 | Japan   | Kasachstan | Südkorea                     |
| XXIII | 2010 | Japan   | Kasachstan | Hongkong                     |
| XXIV  | 2011 | Japan   | Hongkong   | Vereinigte Arabische Emirate |
| XXV   | 2012 | Japan   | Südkorea   | Hongkong                     |
| XXVI  | 2013 | Japan   | Südkorea   | Hongkong                     |
| XXVII | 2014 | Japan   | Hongkong   | Südkorea                     |

Asia Rugby Championship
| Nr.    | Jahr | Platz 1  | Platz 2                      | Platz 3  |
| ------ | ---- | -------- | ---------------------------- | -------- |
| XXVIII | 2015 | Japan    | Hongkong                     | Südkorea |
| XXIX   | 2016 | Japan    | Hongkong                     | Südkorea |
| XXX    | 2017 | Japan    | Hongkong                     | Südkorea |
| XXXI   | 2018 | Hongkong | Südkorea                     | Malaysia |
| XXXII  | 2019 | Hongkong | Südkorea                     | Malaysia |
| XXXIII | 2022 | Hongkong | Südkorea                     | Malaysia |
| XXXIV  | 2023 | Hongkong | Südkorea                     | Malaysia |
| XXXV   | 2024 | Hongkong | Vereinigte Arabische Emirate | Südkorea |
| XXXVI  | 2025 | Hongkong | Vereinigte Arabische Emirate | Südkorea |

## Rangliste
(bis 2025)
| Rang | Land                         | Titel | 2. Platz | 3. Platz |
| ---- | ---------------------------- | ----- | -------- | -------- |
| 1.   | Japan                        | 25    | 5        | 0        |
| 2.   | Hongkong                     | 6     | 8        | 15       |
| 3.   | Südkorea                     | 5     | 17       | 9        |
| 4.   | Vereinigte Arabische Emirate | 0     | 2        | 1        |
| 5.   | Kasachstan                   | 0     | 2        | 0        |
| 6.   | Thailand                     | 0     | 1        | 3        |
| 7.   | Sri Lanka                    | 0     | 1        | 0        |
| 8.   | Malaysia                     | 0     | 0        | 4        |
| 9.   | Taiwan                       | 0     | 0        | 3        |
| 10.  | Singapur                     | 0     | 0        | 1        |